# Wassili Wassiljewitsch Orlow-Denissow

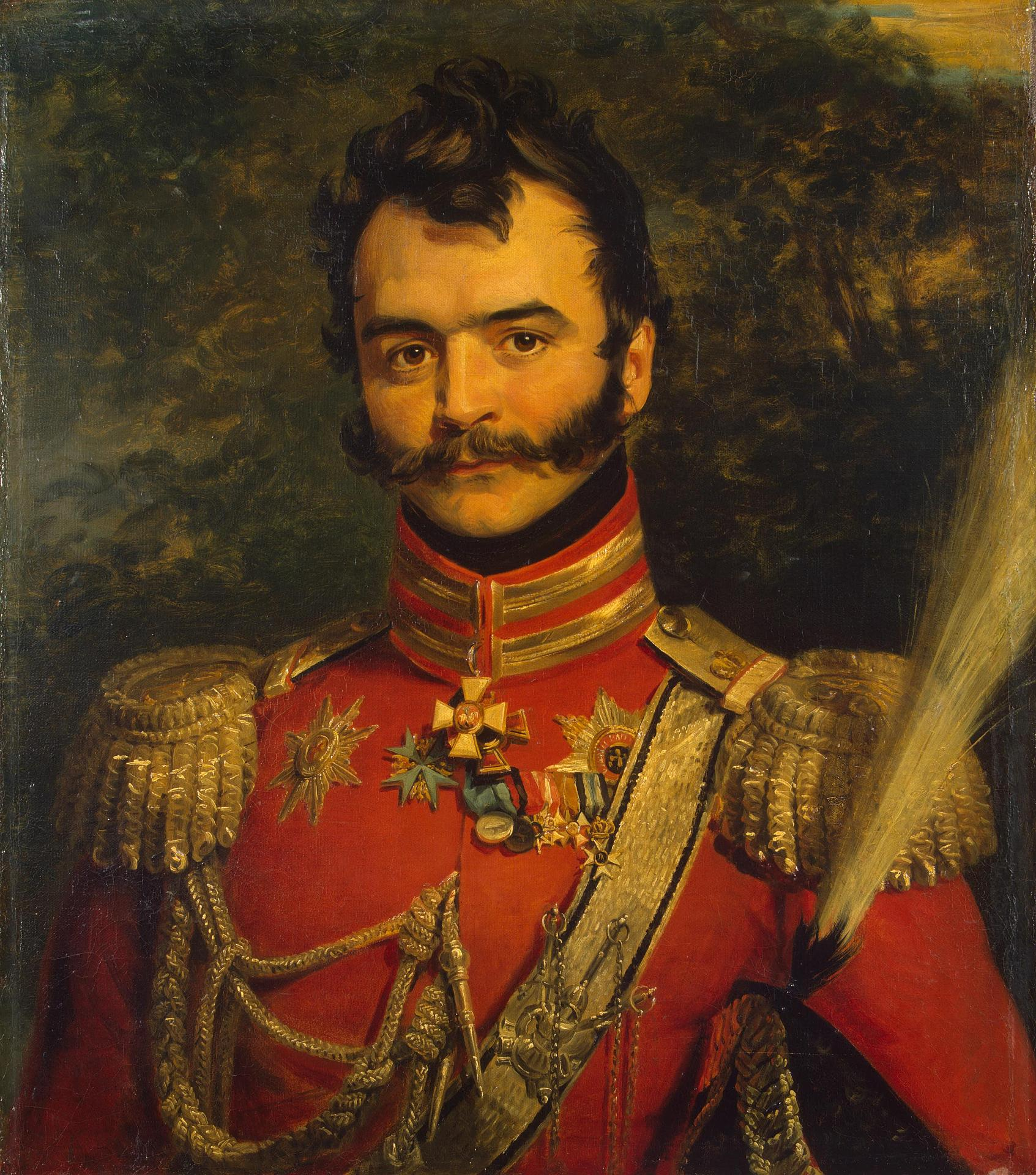
General Wassili Wassiljewitsch Orlow-Denissow

Wassili Wassiljewitsch Orlow-Denissow (russisch Василий Васильевич Орлов-Денисов, wiss. Transliteration Vasilij Vasil'evič Orlov-Denisov; * 19. September 1775; † 5. Februar 1843 in Charkow) war ein russischer General der Kavallerie. Er stammte aus einer vornehmen Kosakenfamilie und hieß ursprünglich nur Wassili Orlow. Sein Großvater Fedor Denissow († 1811) war der erste Kosakengeneral des russischen Kaiserreichs, der den Titel eines Grafen führte. Am 8. Mai 1801 wurde Wassili Orlow erlaubt, den Familiennamen seines Großvaters Denissow zu seinem Namen hinzuzufügen.

## Leben
Mit 14 Jahren begann er im Januar 1789 seinen Militärdienst in der Kaiserlich Russischen Armee und wurde noch im gleichen Jahr, am 15. Oktober, zum Sotnik (Führer einer Hundertschaft Kosaken) ernannt. 1792 trat er in das Krasnowsche Kosakenregiment ein. Am 14. Juli 1799 wurde er zum Oberst ernannt. 1806 wechselte er zu den Kosaken der Garde und nahm im Jahr 1807 am Krieg gegen Frankreich teil, in dem Russland an der Seite Preußens stand. Er kämpfte in Guttstadt, Heilsberg und Friedland. Für seine Verdienste wurde er am 24. Dezember 1807 zum Generalmajor befördert und erhielt am 1. Juli 1808 den Sankt-Georgs-Orden 4. Klasse. Als Kommandeur der Garde-Kosaken, zu dem er am 2. August des gleichen Jahres ernannt wurde, nahm er am Krieg in Finnland teil und kämpfte bei Porvoo (Schwed. Borgå) und Helsinki (Schwed. Helsingfors). 1811 wurde er Generaladjutant des russischen Kaisers.
Während des französischen Russlandfeldzugs 1812 führte er die Nachhut der 1. russischen Westarmee. In der Schlacht von Borodino (7. September) führte er unter Platow und Uwarow drei Kavallerie-Regimenter hinter die Linien der feindlichen Infanterie. In der Schlacht bei Tarutino befehligte er die erste Staffel der angreifenden Reiterei. In den folgenden Schlacht bei Malojaroslawez und bei Krasnoje bestand seine Kavallerie-Abteilung aus 6 Kosaken-Regimentern und dem Neschyner Dragoner-Regiment. Im Januar 1813 erhielt er den Sankt-Georgs-Orden 3. Klasse. 
Im Frühjahrsfeldzug deckte er den Konvoi des Zaren Alexander I. und griff zeitweilig auch in die Schlachten bei Lützen, Bautzen und Dresden ein. Nach der Schlacht bei Kulm erhielt er am 15. September 1813 den Rang eines Generalleutnants. Er zeichnete sich auch in der Schlacht von Leipzig aus, wo seine Reiter eingreifen mussten, als französische Kavalleriemassen versuchten, das Zentrum der russischen Armee unter Barclay de Tolly zu durchbrechen. Während des Rückzugs Napoleons an den Rhein wurde das leichte Reiterkorps von Orlow-Denisow beauftragt, die Franzosen nach Hanau zu verfolgen. Im Befreiungskrieg von 1814 gehörte Orlow-Denissow zur Begleitung des Kaisers Alexander I.
Am 11. September 1825 wurde er zum Kommandeur des 5. Reserve-Kavalleriekorps ernannt und am 3. September 1826 zum General der Kavallerie. Im Oktober 1827 nahm er seinen Abschied von der Armee, trat aber 1828 wieder in die Armee ein und nahm am Krieg gegen die Türkei teil. Im Jahr 1830 verließ er die Armee endgültig.